# Marche d'Ivrée

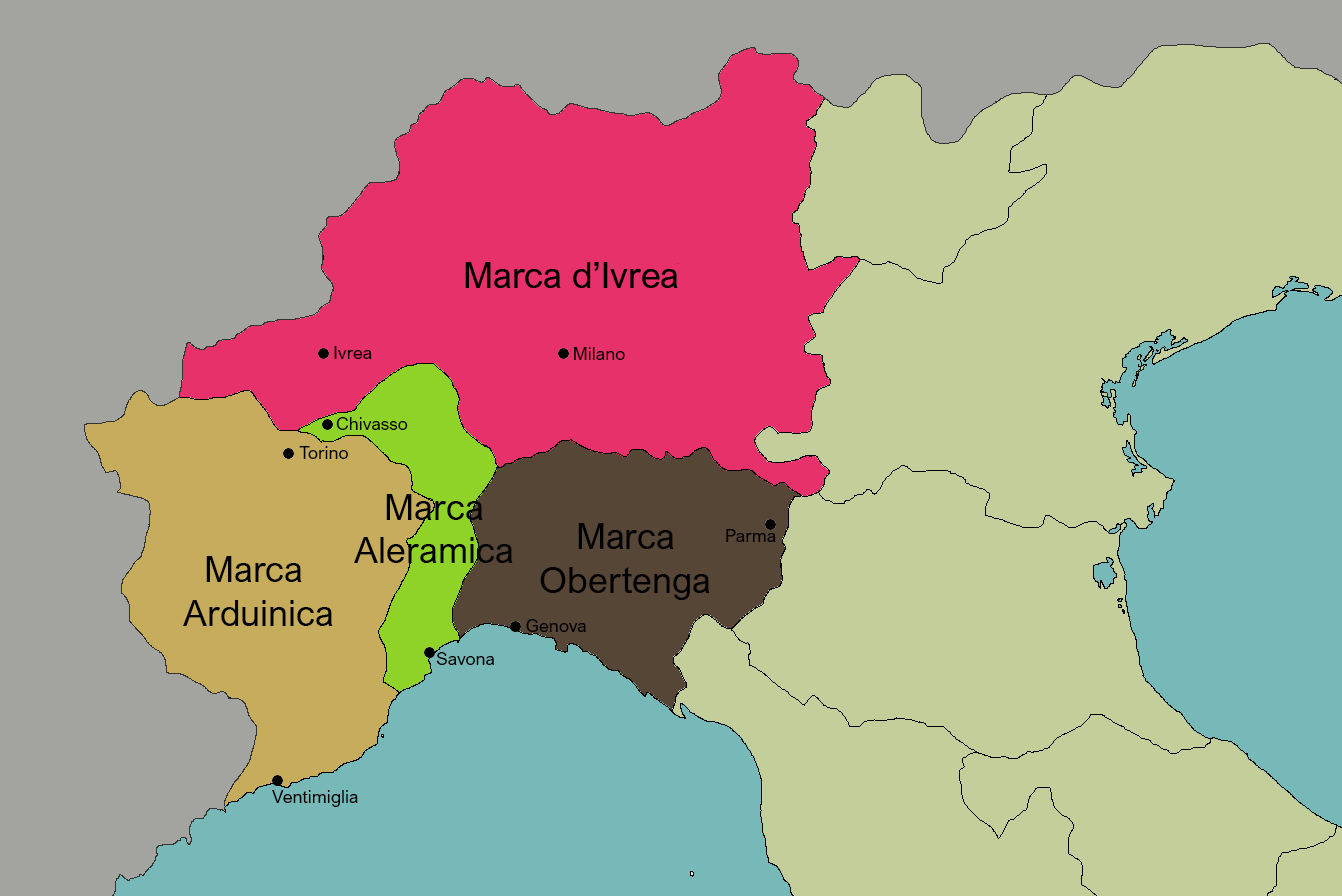
Les Marches italiennes au Xe siècle, dont la Marche d'Ivrée (en rouge), subdivision du duché de Lombardie, réalisée par Bérenger II d'Ivrée au Xe siècle.

La marche d'Ivrée, ou le marquisat d'Ivrée, était une marche, principauté territoriale située au Nord-ouest du royaume d'Italie, correspondant à la région naturelle du Canavais, dont la capitale était Ivrée.

## Histoire
La marche d'Ivrée fut créée en 888 par Guy de Spolète pour Anschaire, originaire de Bourgogne, alors que Guy était en compétition avec Béranger de Frioul pour obtenir la couronne d'Italie.
À sa création, la marche d'Ivrée comprenait le Piémont et une grande partie de la Ligurie, avec les comtés d'Acqui, d'Alba, d'Asti, de Bredulo, d'Auriate, de Turin, d'Ivrée, de Verceil, de Pombia, de Stazzona, de Bulgaria, de Lomello, de Savone, et de Vintimille. 
Les Anscarides gardèrent la marche d'Ivrée jusqu'en 1015. À cette date, Arduin Ier, ancien margrave devenu roi d'Italie, fut défait par l'empereur Henri II et contraint de se faire religieux. La marche qui appartenait à son fils Arduin II fut confisquée par l'empereur. Personne ne fut nommé margrave après lui.
En 1248, l'empereur Frédéric II donne le marquisat d'Ivrée au seigneur du Piémont et vicaire impérial en Lombardie Thomas de Savoie. 

## Liste des margraves ou marquis d'Ivrée
- 888 – 902 : Anschaire
- 902 – 923 : Adalbert Ier
- 924 – 950 : Bérenger, devient roi d'Italie en 950 et confie la marche d'Ivrée à son fils Guy.
- 950 – 965 : Guy
- 965 – 972 : Adalbert II (ou Aubert), frère du précédent.
- 972 – vers 990 : Conrad, frère des précédents et troisième fils de Bérenger.
- vers 990 – 999 : Arduin Ier, qui se proclama roi d'Italie en 1002 après la mort d'Othon III mais fut dépouillé de la couronne en 1004 par l'empereur Henri II. Après une nouvelle tentative d'usurpation du trône d'Italie, Henri II lui confisqua tous ses États en 1015.
- 999 – 1015 : Arduin II (it), fils du précédent. Il reçoit la marche d'Ivrée de son père en 999. Celle-ci est confisquée par Henri II en 1015.